# حثل شحمي
الحثل الشحمي (بالإنجليزية: Lipodystrophy) هي حالة مرضية تتصف بنسيج دهني غير طبيعي أو منتكس. يستخدم مصطلح الضمور الشحمي عندما يكون فقدان الشحوم موضعيا (عادة ما يكون في الوجه). تتميز هذه الحالة بفقدان اللبتين في الدم، وقد تؤدي إلى تصلب العظم.

## أنواعه
يمكن تقسيم الحثل الشحمي إلى الأنواع التالية:

### الحثل الشحمي الخلقي
- الحثل الشحمي الخلقي المتعمم (متلازمة بيراردينلي-سيب)
- الحثل الشحمي العائلي الجزئي (متلازمة كوبرلنغ-دونيغان)

### الحثل الشحمي المكتسب
- الحثل الشحمي الجزئي المكتسب أو الحثل الشحمي الرأسي الصدري(متلازمة باراكيه-سيمونز)
- الحثل الشحمي المكتسب المتعمم (متلازمة لورنس أو متلازمة لورنس-سيب)
- الحثل الشحمي البطني النابذ أو الحثل الشحمي النابذ
- الضمور الشحمي الحلقي (ضمور فيريرا-ماركيز الشحمي)
- الحثل الشحمي الموضعي
- الحثل الشحمي المرتبط بفيروس العوز المناعي البشري